# 圣雅各伯堂 (根特)

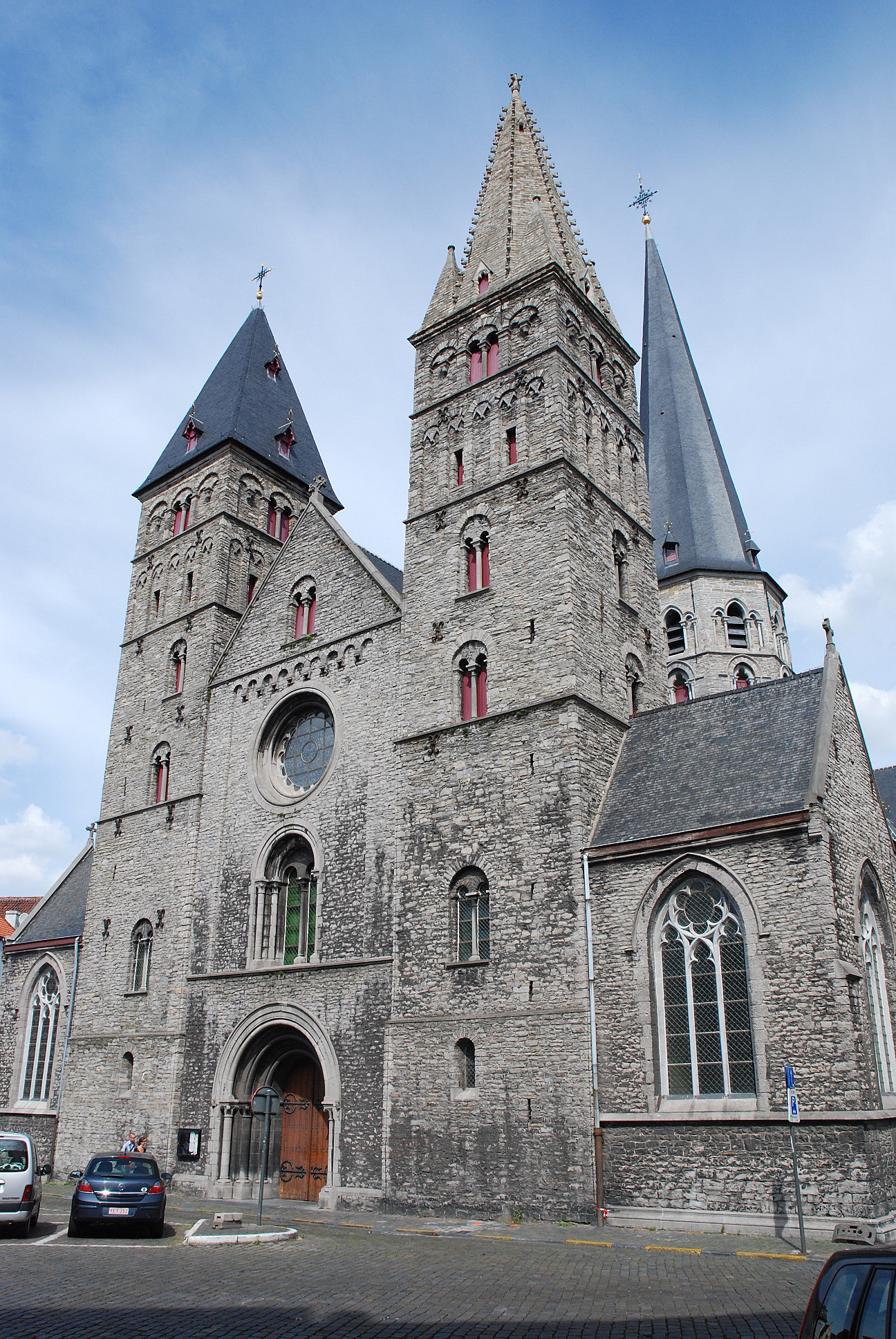

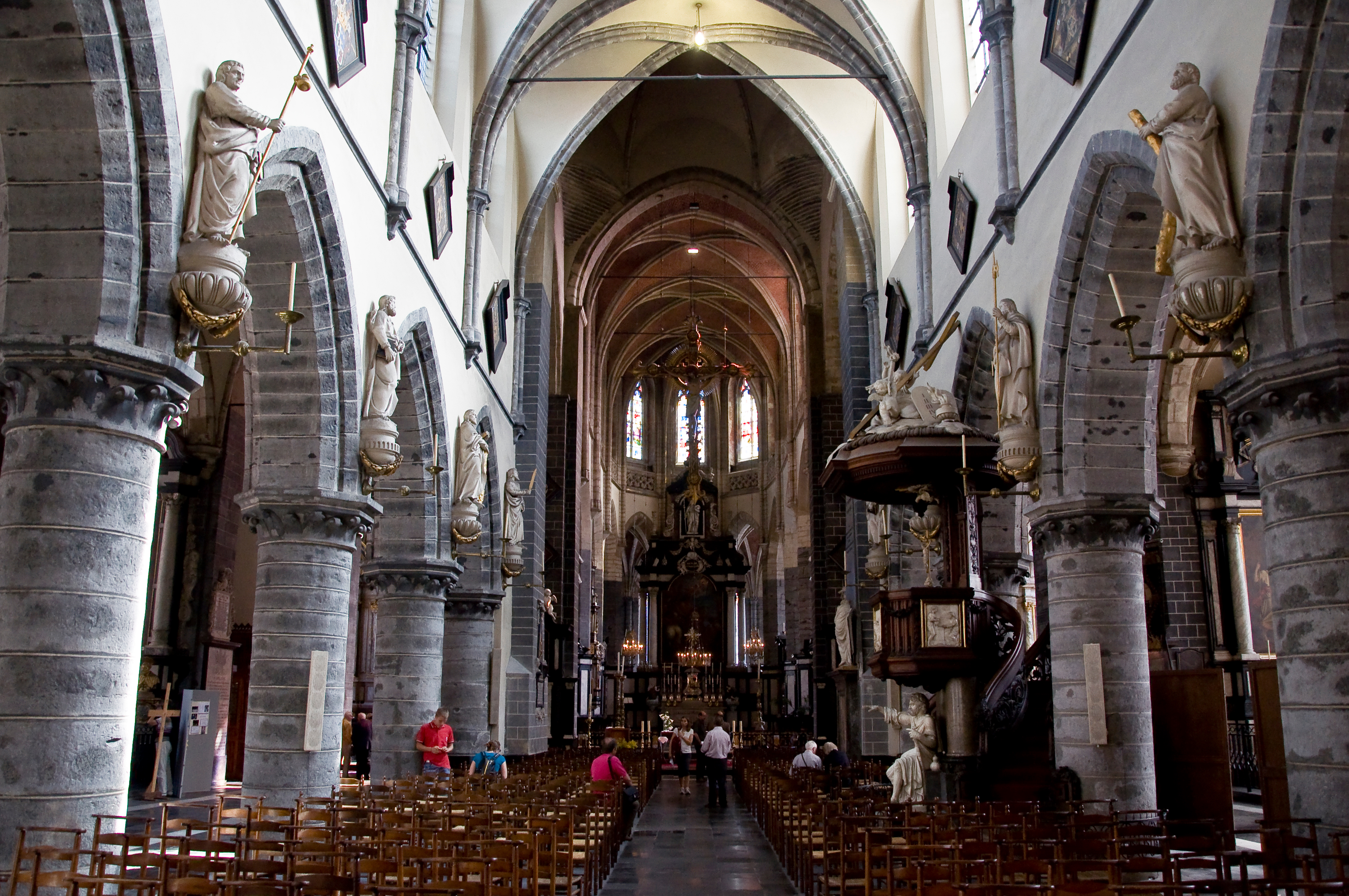
内部

圣雅各伯堂（Sint-Jacobskerk）是一座教堂，位于比利时城市根特。

## 历史
1093年，建造了第一座木制教堂，供奉圣雅各伯，该堂的建造，可能与朝圣者的聖雅各之路有关。这是十七省中最古老的朝圣教堂。这座建筑被罗贝尔二世的军队摧毁，此后被一座用木头和石头建造的建筑所取代。1120年前后，建造了一座新的罗马式教堂。这是比利时最古老的罗马式教堂。后来增加了哥特式尖塔，在18世纪和19世纪末两度翻修。